# امامزاده اسماعیل (اقلید)
امامزاده اسماعیل (اقلید)، روستایی از توابع بخش حسن‌آباد شهرستان اقلید در استان فارس ایران است.

## جمعیت
این روستا در دهستان احمدآباد قرار دارد و براساس سرشماری مرکز آمار ایران در سال ۱۳۸۵، جمعیت آن ۱٬۹۹۰ نفر (۴۷۶خانوار) بوده‌است.